# 德里克·恩斯特
德里克·恩斯特（Derek Ernst，1990年5月16日—）是美國的一位高爾夫球運動員，現时主要參加PGA巡迴賽的賽事。他在2013年奪得富國錦標賽的冠軍，這是他首次奪得PGA巡迴賽的冠軍。他曾就讀於內華達大學拉斯維加斯分校。